# أوبلاست أوسيتيا الجنوبية ذاتي الحكم
أوبلاست اوسيتيا الجنوبية ذاتي الحكم (بالروسية: Юго-Осетинская автономная область)‏; (بالجورجية: სამხრეთ ოსეთის ავტონომიური ოლქი)‏; (بالأوسيتية: Хуссар Ирыстоны автономон бӕстӕ)‏ كانت أوبلاست ذاتي الحكم في الاتحاد السوفيتي تحديدا في جمهورية جورجيا السوفيتية الاشتراكية أسست في 30 أبريل 1922 وتفككت في 11 ديسمبر1990 بقرار من مجلس السوفيت الأعلى لجمهورية جورجيا السوفيتية الاشتراكية مما أدى إلى حرب اوسيتيا الجنوبية الأولي حاليا يتم إدارة أراضيها بواسطة جمهورية أوسيتيا الجنوبية الغير معترف بها. تتكون تركيبة من سكان أوبلاست اوسيتيا الجنوبية ذاتي الحكم بغالبية من الأوسيتيون العرقيون الذين شكلوا ما يقارب 66% من مائة ألف شخص كان يعيش هناك في سنة 1989، والجورجيون الذين شكلوا 29% آخري من عدد السكان في ذلك الوقت.

## تاريخ

### التأسيس
بعد الثورة البلشفية،اصبحت أوسيتيا جزء من جمهورية جورجيا الديموقراطية.في 1918، بدأ النزاع الجورجي الأوسيتي 1918-1920 بسبب الفلاحون الأوسيتيون معدومي الأراضي الذين يعيشون في شيدا كارتلي (جورجيا الداخلية)، الذين تأثروا بالبلشفية وطالبوا بملكية الأراضي التي عملوا فيها ودعمت حكومة المناشقة الجورجيين الارستقراط، الذين كانوا مالكين قانونيين. لكن الأوسيتيين كانوا في بداية ساخطين علي السياسات الاقتصادية للحكومة المركزية، ولكن سرعان ما تحولت التوترات بسرعة إلى نزاع عرقي. وبدأت أول ثورة اوسيتية في واحد فبراير 1918 بعد ما تم قتل ثلاث أمراء جورجيون والاستيلاء على أراضيهم. انتقمت حكومة تبليسي المركزية بإرسال الحرس الوطني إلي المنطقة لكن القوة الجورجية تراجع بعد التشابك مع الأوسيتيون. قام الأوسيتيون المتمردون بمحاولة احتلال مدينة تسخنڤال وبدأوا بمهاجمة المواطنون الجورجيون العرقيون المدنيون. اثناء الانتفاضات في سنة 1919 و1920 الأوسيتيون كانو مدعومين سرا من روسيا السوفيتية لكنهم هزموا. وتقدر خسائرهم بحوالي من 3,000 إلي 7,000 اثناء سحقهم في انتفاضة 1920. بالنسبة للمصادر الأوسيتية فالجوع والأوبئة كانت سبب موت 13,000 شخص.كان هناك نقاشات لإنشاء جمهورية متحدة للأوسيتيون، توحد جنوب اوسيتيا بشمالها. وتم بالفعل استفتاء ذلك من قبل الجهات الأوسيتية في يوليو 1925 وعرض ذلك على أنستاس ميكويان رئيس الكرايكوم (اللجنة البلشفية لإدارة شوؤن القوقاز) وكان سيرغي أوردجونيكيدزه معارضا لهذا الاتحاد في روسيا خوفاً من الإضرابات التي يمكن أن تحدث في جورجيا، فسأل ميكويان ستالين لجعل اوسيتيا كلها تحت إدارة جورجيا. ستالين وافق في البداية لكنه قرر الرفض خوفا من استقلال أعراق اخري عن جمهورية روسيا الاتحادية الاشتراكية السوفيتية، الذي كان سيدمر الفيدرالية الروسية، فأصبحت اوسيتيا الجنوبية أوبلاست ذاتي الحكم في جورجيا أما ألانيا (اوسيتيا الشمالية) بقت تحت حكم روسيا

### نهاية الأوبلاست
نظرًا للقلق من صعود القومية الجورجية، المتمثلة في زفياد جامساخورديا، بدأت أوسيتيا الجنوبية تتطلع إلى مغادرة جورجيا. في 11 ديسمبر 1990 أعلنت نفسها جمهورية سوفيتية ديمقراطية تحت السيطرة المباشرة للاتحاد السوفيتي.في نفس اليوم أعلن البرلمان الجورجي انهيار أوبلاست أوسيتيا الجنوبية ذاتي الحكم وتحوله لأقليم جورجي

## الثقافة والمجتمع

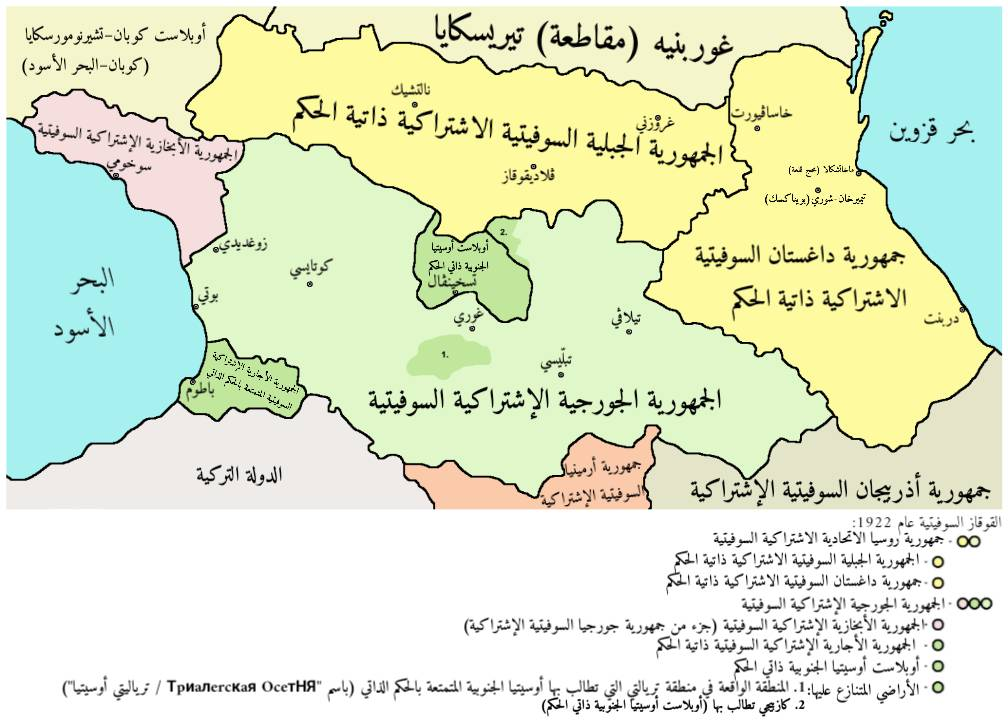
خريطة القوقاز في عام 1922 وأوسيتيا الجنوبية في الوسط باللون الأخضر الداكن والأراضي المتنازع عليها التي تطالب بها تظهر باللون الأخضر الداكن وغير محددة الحدود ومرقمة

### التركيبة السكانية
العرق السائد في الأوبلاست هو العرق الأوسيتي. في كل تاريخ الإقليم كان الاوسات ممثلين كالاغلبية العظمي بنسبة اكثر من ثلثين التركيبة السكانية، وكان الجورجيين اقلية بنسبة بين 25 إلي 30% من التركيبة السكانية. والأعراث الأخري كانت 3% من صافي السكان. حوالي نصف سكان أوسيتيا كانوا عائلات اوسيتييية نصف جورجية وحوالي مئة ألف أوسيتي كانوا منشورين في أنحاء جورجيا
| الأوسيتيون | 60,351 (69.1%) | 72,266 (68.1%) | 63,698 (65.8%) | 66,073 (66.5%) | 65,232 (66.2%) |
| الجورجيون  | 23,538 (26.9%) | 27,525 (25.9%) | 26,584 (27.5%) | 28,125 (28.3%) | 28,544 (29.0%) |
| اليهود     | 1,739 (2.0%)   | 1,979 (1.9%)   | 1,723 (1.8%)   | 1,485 (1.5%)   | 396 (0.4%)     |
| الأرمن     | 1,374 (1.6%)   | 1,537 (1.4%)   | 1,555 (1.6%)   | 1,254 (1.3%)   | 984 (1.0%)     |
| الروس      | 157 (0.2%)     | 2,111 (2.0%)   | 2,380 (2.5%)   | 1,574 (1.6%)   | 2,128 (2.2%)   |
| الأجمالي   | 87,375         | 106,118        | 96,807         | 99,421         | 98,527         |
| المصدر:    |                |                |                |                |                |

### اللغة
معظم الناس في الأوبلاست يتكلمون اللغة الأوسيتية، مع البعض القليل من يتكلمون الجورجية والروسية وكانت اللغة الجورجية الرسمية لـجمهورية جورجيا السوفيتية الاشتراكية التي كان الأوبلاست جزء منها. اغلب الناس في الأوبلاست كانوا لا يتحدثون اللغة الجورجية حيث في أواخر سنة 1989 كان فقط 14% من السكان يتكلمون باللغة الجورجية وكان هناك اقتراح في أغسطس 1989 لجعل اللغة الجورجية هي اللغة الرسمية الوحيدة للاستخدام العام تحريضا على الحركة الاستقلالية. كانت كتابة اللغة الأوسيتية في الأصل بالكتابة السيريلية، وتم تحويله إلى نص لاتيني في عام 1923 كجزء من حملة ليتنة اللغة في الاتحاد السوفيتي تم التخلي عن هذا في عام 1938 مع تحول كل لغة تم ليتنتها تقريبًا إلى نص سيريلي. ولكن اللغة الأوسيتيةو اللغة الأبخازية كانتا الاستثناءات الوحيدة. كلاهما استخدم الأبجدية الجورجية (فقط في أوسيتيا الجنوبية اما ألانيا (أوسيتيا الشمالية) تستخدم السيريلية). استمرت هذه السياسة حتى عام 1953 عندما تخلوا عن النص الجورجي من أجل الكتابة السيريلية.

## انظر إيضا
- الإدارة المؤقتة لإوسيتيا الجنوبية
- اللجنة الإقليمية الأوسيتية الجنوبية للحزب الشيوعي الجورجي

### الفهرس
- Birch، Julian (1996)، "The Georgian/South Ossetian territorial and boundary dispute"، في Wright، John F.R.؛ Goldenberg، Suzanne؛ Schofield، Richard (المحررون)، Transcaucasian Boundaries، London: UCL Press Limited، ص. 150–189، ISBN:1-85728-234-5
- Broers، Laurence (يونيو 2009)، "'David and Goliath' and 'Georgians in the Kremlin': a post-colonial perspective on conflict in post-Soviet Georgia"، Central Asian Survey، ج. 28، ص. 99–18، DOI:10.1080/02634930903034096، S2CID:144297310
- Cornell، Svante E. (2001)، Small Nations and Great Powers: A Study of Ethnopolitical Conflict in the Caucasus، London: Curzon Press، ISBN:978-0-70-071162-8
- George، Julie A. (2009)، The Politics of Ethnic Separatism in Russia and Georgia، New York City: Palgrave Macmillan، ISBN:978-1-349-37825-8
- Hewitt، George (2013)، Discordant Neighbours: A Reassessment of the Georgian-Abkhazian and Georgian-South Ossetian Conflicts، Leiden, The Netherlands: Brill، ISBN:978-9-00-424892-2
- Jones، Stephen F. (أكتوبر 1988)، "The Establishment of Soviet Power in Transcaucasia: The Case of Georgia 1921–1928"، Soviet Studies، ج. 40، ص. 616–639، DOI:10.1080/09668138808411783
- Kolossov، Vladimir؛ O'Loughlin، John (2011)، "Violence in the Caucasus: Economic Insecurities and Migration in the "De Facto" States of Abkhazia and South Ossetia"، Eurasian Geography and Economics، ج. 52، ص. 1–24، DOI:10.2747/1539-7216.52.5.1 (غير نشط 31 ديسمبر 2022){{استشهاد}}:  صيانة الاستشهاد: وصلة دوي غير نشطة منذ 2022 (link)
- Marshall، Alex (2010)، The Caucasus Under Soviet Rule، New York City: Routledge، ISBN:978-0-41-541012-0
- Martin، Terry (2001)، The Affirmative Action Empire: Nations and Nationalism in the Soviet Union, 1923–1939، Ithaca, New York: Cornell University Press، ISBN:978-0-80-143813-4
- Saparov، Arsène (2015)، From Conflict to Autonomy in the Caucasus: The Soviet Union and the making of Abkhazia, South Ossetia and Nagorno Karabakh، New York City: Routledge، ISBN:978-0-41-565802-7
- Souleimanov، Emil (2013)، Understanding Ethnopolitical Conflict: Karabakh, South Ossetia, and Abkhazia Wars Reconsidered، London: Palgrave Macmillan
- Suny، Ronald Grigor (1994)، The Making of the Georgian Nation (ط. Second)، Bloomington, Indiana: Indiana University Press، ISBN:978-0-25-320915-3
- Zürcher، Christoph (2007)، The Post-Soviet Wars: Rebellion, Ethnic Conflict, and Nationhood in the Caucasus، New York City: New York University Press، ISBN:978-0-81-479709-9